# 森町立砂原中学校
森町立砂原中学校（もりちょうりつ さわらちゅうがっこう）は、北海道茅部郡森町砂原にある公立中学校。略称は「砂原中」（さわらちゅう）または「砂中」（さちゅう、すなちゅう）。
準へき地校に指定されている。

## 沿革

### 旧・砂原中学校時代
- 1947年（昭和22年）5月 - 砂原村立砂原中学校として、砂原小学校に併置する形で開校[2]。
- 1970年（昭和45年）9月1日 - 砂原町への町制施行[3]により、砂原町立砂原中学校に改称。
- 1973年（昭和48年）
  - 1月15日 - 用務員室からの出火により、校舎1棟が半焼。837平方メートルを焼いた[4]。
    - 建物の焼失を受け、沼尻中学校との統合を検討[4][2]。
- 1974年（昭和49年） - 鉄筋コンクリート造りの新校舎を落成[5]。
- 1975年（昭和50年）3月 - 沼尻中学校とともに閉校[2]。

### 現・砂原中学校
- 1975年（昭和50年）
  - 4月 - 沼尻中学校と統合し、新制の砂原町立砂原中学校として開校[2]。
  - 6月 - 屋内運動場（体育館）を落成[5]。
- 1996年（平成8年）
  - 3月 - 駒ヶ岳の噴火を受け、臨時休校となる[2]。
  - 9月 - 校舎の大規模改修工事が完了。
- 1998年（平成10年）10月 - 駒ヶ岳の噴火を受け、臨時休校となる[2]。
- 2005年（平成17年）4月1日 - 旧・森町と砂原町の合併により、森町立砂原中学校に改称。
- 2012年（平成24年）
  - 1月 - 校舎および体育館の耐震工事を実施[2]。
  - 7月 - 校舎屋上防水工事の実施。
- 2016年（平成28年）8月 - 町長任命の「もりまちPR隊」が仙台市内で物産PR実施。
- 2020年（令和2年）
  - 5月 - 安心・安全メールの導入。
  - 10月 - インターネット回線工事とWi-Fiの設置工事を実施。
  - 12月 - 生徒1人1台の学習用端末（iPad）の配置。
- 2021年（令和3年）12月 - 静岡県森町とのオンライン交流実施。[6]
- 2022年（令和4年）6月 - 体育館（屋根・外壁）改修工事の実施。
- 2023年（令和5年）
  - 5月 - 体育祭の実施。[7]
    - 前年度より名称（体育大会）・内容を変更。また、4年ぶりとなる来賓・地域の方々を招いての開催となった。

  - 7月 - 体育館（フロア内）改修工事の実施。
- 2024年（令和6年）7月 - 体育館（暖房）改修工事の実施。
- 2025年（令和7年）4月 ‐ 複数担任制を導入。[8]

## 学校行事
- 4月 - 始業式、入学式、前期任命式、宿泊研修（2年生）、前期生徒大会、前期学力テスト（全学年）
  - なお、宿泊研修は前年度までは9月ごろの日程だったが今年度は熱中症対策から4月日程へと変更された。
    - 2026年度より、見学旅行の日程も4月日程に変更される予定。

- 5月 - 体育祭
- 6月 - 漁業体験（1年生）渡島中体連陸上大会、渡島中体連各種大会
- 7月 - 中体連管内大会、夏期休業
- 8月 - 見学旅行（3年生）
- 9月 - 総合Aテスト（3年生）、前期テスト（全学年）、フィールドワーク（1年生）、学校祭
- 10月 - 生徒会改選選挙、総合Bテスト（3年生）、後期委員会任命式、マラソン大会、後期生徒大会
- 11月 - 総合Cテスト（3年生）、職場体験（2年生）
- 12月 - 冬期休業
- 1月 - 後期テスト（3年生）
- 2月 - 学力テスト（1・2年生）、公立高校推薦試験、私立高校一般入試、後期テスト（1・2年生）
- 3月 - 公立高校学力検査、公立高校面接試験、卒業証書授与式、公立高校合格発表、修了式・離任式

## 通学地域
- 基本的に砂原地区である。
- 森町立さわら幼稚園、森町立さわら小学校と同様である。

## 教育方針
教育目標
1. 求め学ぶ生徒（知）
2. 尊重する生徒（尊）
3. 成し遂げる生徒（意）
4. 鍛える生徒（健）

出典：

## 部活動
運動部
- 野球部
- サッカー部
- バドミントン部 - 全道大会では何度も入賞しており、2012年には男子団体の部で優勝している。上位の全国大会にも出場し、2011年と2012年の大会では男子団体がベスト16入りを果たした[2]。

文化部
- 吹奏楽部
- 美術部
- ボランティア部
- ボランティア部（研究）

出典：

## 委員会活動
基本的に半年間の任期で交代となる。前期であれば「前期○○委員会」、後期であれば「後期○○委員会」と表される。
- 生徒会執行部
  - 会長 1人
  - 副会長 2人
  - 書記 1人
  - 会計 1人
- 学級委員会
  - 各学年2人
- 生活委員会
  - 各学年2人
- 学習委員会
  - 各学年2人
- 文化委員会
  - 各学年2人
- 保体委員会
  - 各学年2人
- 選挙管理委員会
  - 各学年1人

## アクセス
- JR北海道函館本線
  - 渡島砂原駅から徒歩29分、車で4分
  - 掛澗駅から徒歩35分、車で4分
- 国道278号線
- 道道1028号線

## 周辺
- 森町立さわら幼稚園
- 森町立さわら小学校
- 森町消防署砂原支署
- 森町砂原支所
- 道の駅つど〜る・プラザ・さわら